# Srednja Tušimlja
Srednja Tušimlja (cyr. Средња Тушимља) – wieś w Serbii, w okręgu raskim, w mieście Novi Pazar. W 2011 roku liczyła 14 mieszkańców.